# Stephomyia epeugenia
Stephomyia epeugenia är en tvåvingeart som beskrevs av Gagne 1994. Stephomyia epeugenia ingår i släktet Stephomyia och familjen gallmyggor. Inga underarter finns listade i Catalogue of Life.